# Kongeriget East Anglia
East Anglia (oldengelsk: Ēastengla Rīċe; latin: Regnum Orientalium Anglorum),tidligere kendt som Kongeriget East Anglia var et lille uafhængigt kongerige i Østengland befolket af anglere i den angelsaksiske periode, der bestod af et landområdet i hvad der i dag er dækket af de engelske counties Norfolk og Suffolk og muligvis den østlige del af the Fens og området omtales stadig som East Anglia.
Kongeriget blev etableret i 500-tallet i begyndelsen af angelsaksisk bosættelse i Storbritannien, og det var et af kongerigerne i Heptarkiet: Det blev hersket af Wuffingas-dynastiet i 600- og 700-tallet, men området blev overtaget af Offa af Mercia i 794. Mercia tabte kontrollen kort efter Offas død, men blev senere genetableret. Den danske Store Hedenske Hær gik i land i East Anglia i 865 og efter at havet indtaget York vendte hæren tilbage til East Anglia og dræbte kong Edmund Martyren, og gjorde det til dansk område i 869. Efter Alfred den Store gennemtvang en fredsaftale med danerne blev East Anglia en del af Danelagen.
Edvard den Ældre tog East Anglia  tilbage fra danernes herredømme i 917, og det blev inkorporeret i Kongeriget Wessex i 918.